# Guillaume Postel
Pour les articles homonymes, voir Postel.
Guillaume Postel, né le 25 mars 1510 à Barenton et mort le 6 septembre 1581 à Paris, est un orientaliste, philologue et théosophe français de confession catholique. Esprit universel et cosmopolite, Postel est le représentant français le plus caractéristique de la kabbale chrétienne.
Le seiziémiste Claude-Gilbert Dubois le définit comme un « voyageur sans autres bagages que ceux d’une forte culture hébraïque, cabalistique, astrologique, cosmographique, mathématique, encyclopédique, quoique spécialisée dans l’étrangeté ».

## Biographie

### Jeunesse

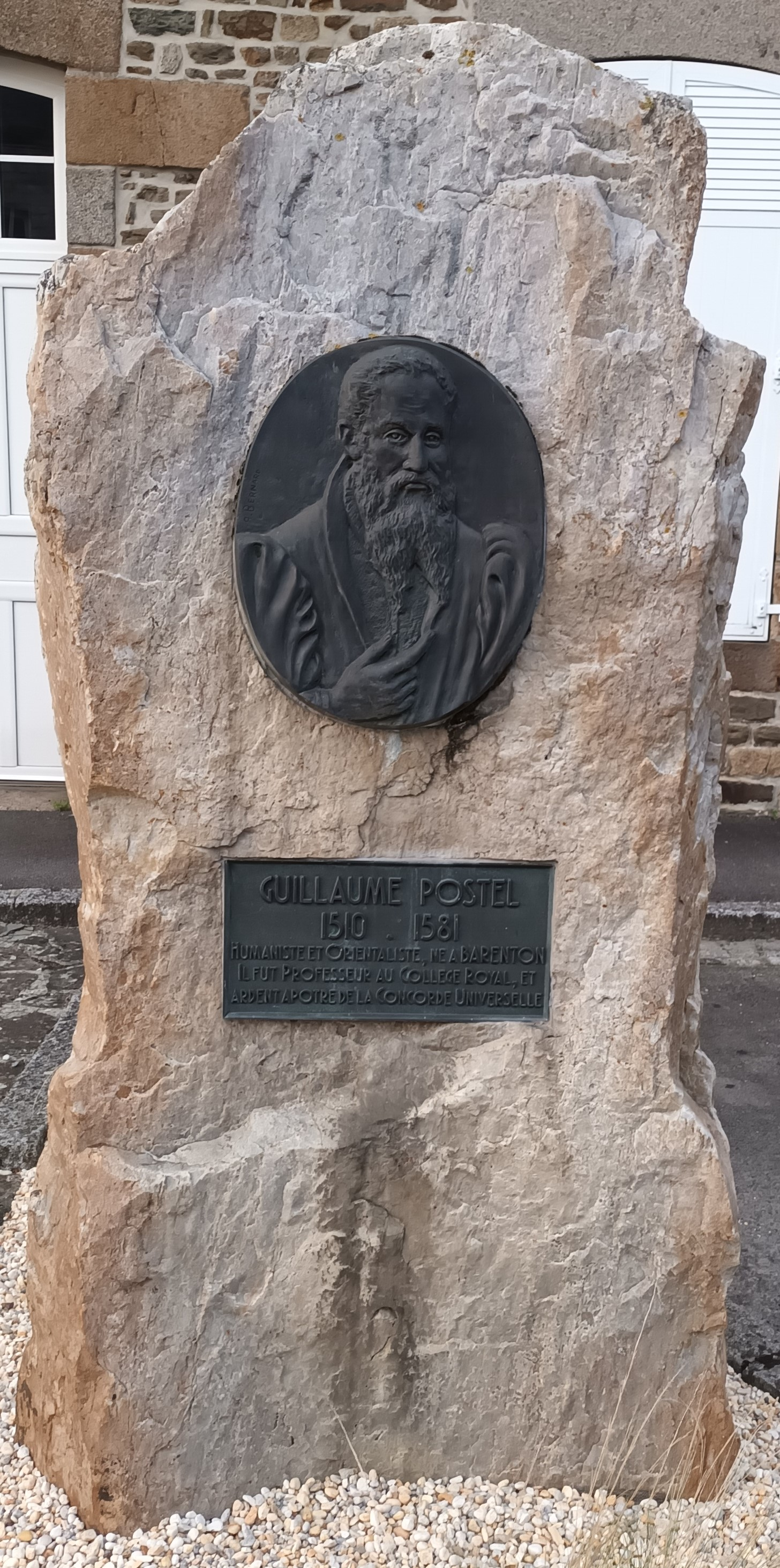
Le Mémorial à Barenton

Guillaume Postel nait dans une famille pauvre, le 25 mars 1510 dans le hameau de la Dolerie situé à Barenton, un village du diocèse d'Avranches dans la Manche. Ses parents meurent de la peste quand il a huit ans. Très précoce, il commence à enseigner à l'âge de treize ans à Sagy afin de payer son voyage vers Paris. Mais dès son arrivée dans la capitale, un malfaiteur lui vole son argent et ses vêtements. Il tombe gravement malade, avec de la diarrhée saignante, et reste dix-huit mois dans un hôpital. Ensuite il travaille comme ouvrier agricole dans la Beauce pour pouvoir à nouveau payer ses études. Il s'inscrit au collège Sainte-Barbe, où il entre au service du professeur espagnol Jean Gelida, originaire de Valence, qui enseigne l'Organon d'Aristote selon les méthodes scolastiques les plus traditionnelles. Mais après la publication de son traité De quinque universalibus (1527), Gelida est persuadé par Lefèvre d'Étaples de l'inanité de son enseignement ; il se remet alors totalement en question et reprend ses études sous la direction du jeune Postel.
Le collège Sainte-Barbe est alors très fréquenté par des Espagnols et des Portugais ; il est d'ailleurs en partie financé par le roi de Portugal pour la formation de missionnaires envoyés en Amérique et aux Indes. Postel y apprend le latin et le grec, mais aussi l'espagnol et le portugais, et se passionne pour la géographie et les Grandes Découvertes. Ignace de Loyola, à Paris depuis février 1528, étudie à Sainte-Barbe à partir de 1529 ; c'est là qu'il rencontre Pierre Favre et François Xavier et que se constitue le groupe qui va fonder la Compagnie de Jésus en août 1534. Postel est proche de ces hommes, dont il partage les aspirations mystiques, l'exigence de réforme de l'Église et le goût pour les missions lointaines et l'étude des langues orientales.
Il a commencé très vite à étudier l'hébreu : il s'est procuré auprès de Juifs de la capitale un alphabet, une grammaire (soit celle de Johannes Reuchlin, publiée à Pforzheim en 1506, soit celle de François Tissard, publiée à Paris en 1508) et un Psautier polyglotte (soit celui de Johannes Potken, publié à Cologne en 1518, et qui donne le latin, le grec, l'hébreu et le ge'ez, soit celui d'Agostino Giustiniani, publié à Gênes à 1516, avec l'hébreu, le grec, l'arabe et des commentaires en judéo-araméen, qu'il possède en tout cas en 1533, puisqu'il commence à y apprendre l'arabe). À partir de 1530, il peut suivre les cours d'hébreu de François Vatable au collège des lecteurs royaux qui vient d'être fondé. En 1539, Postel reçoit la troisième chaire de mathématiques et de langues orientales. Il prend dans plusieurs de ses ouvrages le titre de mathematicorum et peregrinarum linguarum regius interpres.

### Le premier voyage en Orient
En 1535, distingué notamment par Marguerite de Navarre, Postel est choisi pour accompagner Jean de La Forest, ambassadeur du roi François Ier à Constantinople. C'est son premier voyage en Orient (1535/37). On ne connaît pas avec précision son itinéraire, mais on sait qu'il a séjourné à Tunis, à Constantinople, et aussi en Syrie et en Égypte. Il est spécialement chargé d'obtenir du Grand vizir Pargali Ibrahim Pacha la restitution de l'argent d'un négociant français originaire de Tours qui est mort à Alger, mais la disgrâce et l'exécution imprévue du vizir fait échouer cette mission. Il doit également rapporter des livres orientaux pour la bibliothèque du roi. Pendant ce voyage, il perfectionne son arabe, qu'il parle désormais couramment, et se met au turc. Il a raconté plus tard que l'homme qui lui apprenait l'arabe dans le Coran en choisissant des passages en rapport avec le christianisme lui a finalement avoué être un crypto-chrétien comme des milliers d'autres, qui attendaient de l'Occident qu'on leur envoie des bibles imprimées en arabe. Cet épisode renforce le zèle missionnaire de Postel, persuadé de l'existence d'un substrat chrétien dans l'islam et les autres religions orientales.
Il est de retour à Venise, venant de Constantinople, en juillet 1537. Il y rencontre Daniel Bomberg, imprimeur spécialiste de l'édition de livres en hébreu, qui lui montre son installation et aussi des manuscrits rares, dont un Nouveau Testament en syriaque. Postel peut en retour lui montrer les livres et autres trésors d'Orient qu'il rapporte pour François Ier, mais aussi un livre cabbalistique en hébreu qu'il a trouvé à Constantinople et dont il fait grand cas. Il fait alors aussi la connaissance de Teseo Ambrogio degli Albonesi, qui connaît plusieurs langues orientales, notamment le syriaque et l'arménien, et a rassemblé une importante documentation sur trente-huit alphabets orientaux différents (pour une large part imaginaires, d'origine magique ou cabbalistique) ; il prépare une publication pour laquelle il a fait fabriquer des caractères typographiques syriaques et arméniens, les premiers ayant existé dans ces alphabets. Postel est passionné par ces travaux, et forme alors le projet de réaliser des éditions imprimées des Évangiles, non seulement en arabe, mais en syriaque et dans d'autres langues orientales.

### Le lecteur royal
Postel quitte Venise pour Paris le 9 août 1537. Revenu dans la capitale, ses grandes connaissances linguistiques et son expérience de l'Orient le font désormais admettre dans le cercle des humanistes qui entourent le roi. En 1538, il est nommé lecteur royal pour les langues orientales autres que l'hébreu (qu'enseigne toujours François Vatable). Il publie un livre sur douze alphabets orientaux (Linguarum duodecim characteribus differentium alphabeta. Introductio ac legendi modus longe facillimus, mars 1538), avec des reproductions en gravures, qui lui attire un reproche d'indélicatesse et de plagiat de la part de Teseo Ambrogio. Le même mois paraît aussi le De originibus, seu de Hebraica lingua, et un peu plus tard la Grammatica arabica (avec des caractères arabes quasiment illisibles).
Il approuve les tendances humanistes et réformistes de François Ier (qui a caressé l'idée de faire d'Érasme son confesseur), et fait partie des opposants aux tendances très réactionnaires de la Sorbonne. Ayant en tête un projet de réconciliation universelle sous l'égide d'un christianisme que tous reconnaîtraient comme la vérité sous-jacente de toutes les religions, il affirme à la fois l'importance de répandre la connaissance de l'arabe (langue d'une grande partie du monde) et des autres langues orientales en Occident, et de diffuser l'Évangile en Orient par des éditions imprimées. Il est proche du chancelier Guillaume Poyet, dont il reçoit d'importantes faveurs, mais ce ministre, à la suite d'intrigues politiques, est disgracié et embastillé en 1542. Entraîné par cette chute, Postel perd sa chaire au collège des lecteurs royaux fin 1542. Il publie alors un texte sur la proximité qu'il voit entre l'islam et le protestantisme (Alcorani, seu legis Mahometi, et Evangelistarum concordiæ liber, 1543), mais ce n'est qu'une partie d'un livre plus général intitulé De orbis terræ concordia, qui montre comment le judaïsme et l'islam peuvent se fondre dans le christianisme. Cet ouvrage est censuré par la Sorbonne et ne peut paraître qu'à Bâle en 1544 (avec les passages anti-protestants expurgés). Postel ne trouve plus aucun soutien auprès de François Ier. Se voyant réduit à l'impuissance à Paris, il se décide au début de 1544 à rejoindre Loyola et les jésuites à Rome.

### Séjour en Italie
Ayant voyagé à pied jusqu'à Rome, il y entre dans la Compagnie de Jésus comme novice en mars 1544. Mais le bouillonnement de ses idées, auxquelles il essaie de gagner Ignace de Loyola, n'est guère adapté à la discipline de la compagnie : il envisage l'instauration d'une monarchie universelle dont le roi de France serait le titulaire, et veut faire transférer à nouveau la papauté en France. Bien que de comportement humble et religieux, il est incapable de s'abstenir de vaticinations en public, ce qui est source d'embarras et de scandale. Il est renvoyé du noviciat au bout de moins de deux ans (9 décembre 1545), mais reste encore à Rome pendant quelques mois, jusqu'au printemps 1546. Il y fait la connaissance, entre autres, de l'hébraïsant flamand Andreas Maes, avec qui il poursuit son initiation à la Kabbale et lit le Livre d'Hénoch (en ge'ez avec l'aide d'un prêtre éthiopien), et à qui il enseigne l'arabe.
En 1547, Postel se trouve à Venise où il travaille sur une traduction en latin du Zohar et du Bahir. Il y rencontre une religieuse, mère Jeanne (ou « Zuana »), qui a fondé des hospices pour les pauvres, d'abord à Padoue, ensuite à Venise près du monastère Saints-Jean-et-Paul, et qui prétend avoir des visions d'origine divine. Elle demande à Postel d'être son confesseur et directeur spirituel, et il s'enthousiasme pour elle, la considère comme une prophétesse, et n'hésite pas à l'appeler « la nouvelle Ève mère du monde ». Cette rencontre entre deux exaltés est à l'origine d'un étrange messianisme, d'essence sophianique : spirituellement proche du grand kabbaliste juif Isaac Louria, Postel professe, en conformité avec le Zohar, qu'il y a deux messies. L'esprit féminin de l'homme, qu'il nomme (le premier) anima, compromis par le pêché d'Ève et n'ayant pas fait l'objet de la rédemption du Christ, doit être sauvé par un messie femme, incarnation de l'âme du monde (la Sophia, identifiée à mère Jeanne).
En 1549, avec l'appui de l'imprimeur Daniel Bomberg, Postel entreprend son deuxième voyage en Orient, se rendant notamment à Jérusalem (lettre à Andreas Maes écrite au monastère du Mont Sion le 21 août 1549), en Égypte et à Constantinople (lettre au même datée du 10 juin 1550, où il annonce qu'il vient de recopier un Nouveau Testament en syriaque), et se joignant à la suite de Gabriel de Luetz, seigneur d'Aramon, ambassadeur du roi Henri II auprès du sultan.
À la fin de l'année 1550, Postel est de retour à Venise, avec de nouveau trésors rapportés d'Orient. Daniel Bomberg est alors mort, mais c'est dans sa maison qu'il rencontre Moïse de Mardin, un prêtre syrien envoyé en Occident par le patriarche jacobite, avec des manuscrits, pour réaliser l'impression du Nouveau Testament en syriaque. Les deux hommes étudient ensemble les textes qu'ils possèdent l'un et l'autre. Le projet de Moïse de Mardin est caressé aussi par Postel depuis des années (dans une lettre à Andreas Maes du 22 janvier 1547, il parlait d'une édition bilingue syriaque-arabe), mais il n'a toujours pas les caractères typographiques (en avril 1555, il se rendra à Pavie pour essayer de récupérer ceux de Teseo Ambrogio).
Durant l'un de ses séjours à Venise, Postel aurait servi de secrétaire à un groupe de quatre érudits qui se réunissaient deux fois par semaine pour discuter des mérites respectifs des diverses religions. Les notes prises à cette occasion auraient servi à Jean Bodin pour la rédaction du Colloquium heptaplomeres.

### Séjours à Paris et à Bâle
Au début de 1552, Postel regagne Paris avec une étape à Dijon. Il est accueilli avec beaucoup d'intérêt à la cour et dans le milieu humaniste de la capitale, mais on ne lui rend pas sa chaire au collège des lecteurs royaux. Il se met à enseigner au collège des Lombards, en y mêlant ses prêches politico-religieux et mystiques, avec beaucoup de succès d'ailleurs, jusqu'à ce que son enseignement soit interdit. Il quitte à nouveau Paris en mai 1553, et avec des étapes à Dijon et à Besançon se rend à Bâle.
Dans cette ville, il rencontre notamment Caspar Schwenckfeld von Ossig, Sébastien Castellion et David Joris. Il est de retour à Venise en août 1553. Michel Servet, arrêté à Genève le 13 août, est brûlé vif par les calvinistes le 27 octobre. Postel réagit par une Apologia pro Serveto, à laquelle Calvin répond par une Defensio contra Servetum. Il poursuit d'autre part dans sa veine mystique et prophétique : la mère Jeanne étant morte (le 29 août 1550, avant le retour de Postel d'Orient), il est alors convaincu qu'elle a pris possession de son « corps spirituel » (le 6 janvier 1552, jour de son « Immutation »), et il prétend avoir des visions annonciatrices de la fin du monde. Il consacre deux livres à la mystique : Les très merveilleuses victoires des femmes du nouveau monde et La vergine venetiana.
À la fin de 1553, il est informé que Moïse de Mardin a gagné Vienne à l'invitation de Johann Albrecht Widmannstetter, chancelier d'Autriche et lui-même orientaliste. Le roi Ferdinand de Habsbourg, frère de l'empereur Charles Quint, a été persuadé de financer l'édition du Nouveau Testament syriaque, dont plusieurs centaines d'exemplaires doivent être envoyés aux Églises du Proche-Orient. Postel les rejoint alors à Vienne avec son manuscrit et participe à leurs travaux, qui réalisent un de ses projets. Il est nommé professeur à l'Université de la capitale autrichienne, mais n'y reste que quelques mois (l'ouvrage sortira en 1555). À Venise, ses écrits ont été attaqués pour hérésie, et il y retourne en mai 1554 pour se défendre.
Son procès devant l'Inquisition de Venise se termine en 1555 par la condamnation de ses livres, mais lui-même n'est pas personnellement qualifié d'hérétique, mais de fou (amens), et il est laissé en liberté. Mais peu après, s'étant rendu à Ravenne, dans les États de l'Église, il est arrêté à cause d'un autre livre et transféré à Rome, où il croupit pendant quatre ans dans la prison de Ripetta, où sont enfermés les hérétiques. Le pape régnant, Paul IV, est très sectaire et violent contre les protestants et les Juifs, et d'autre part, en septembre 1553, l'Inquisition romaine a fait brûler le Talmud sur le Campo de' Fiori ; les accusations contre les « blasphèmes » des écrits juifs ont repris vigueur, et les chrétiens hébraïsants, comme Postel ou Andreas Maes, sont tenus en suspicion.

### La dernière période
À la mort de Paul IV (18 août 1559), la foule en liesse met le feu au palais de l'Inquisition et libère tous les prisonniers. Postel connaît alors, pendant trois ans, une période d'errance : il est signalé successivement à Bâle, puis à Venise, puis à Augsbourg, puis à Lyon. En 1562, il est de retour à Paris, alors en proie aux troubles de la première guerre de religion. Il y poursuit ses prêches d'illuminé, qui se réfèrent toujours à la Mère Jeanne, et en 1563 ou 1564, il est relégué pour troubles à l'ordre public par le Parlement de Paris à Saint-Martin-des-Champs, où il demeure jusqu'à sa mort.
Il y reprend ses savants travaux, et sollicite du roi Philippe II d'Espagne des subsides pour financer une édition du Nouveau Testament en arabe. Il est question un temps d'intégrer cette version dans la Bible polyglotte d'Anvers de Christophe Plantin (patronnée par le roi d'Espagne), mais finalement ça ne se fera pas. Postel n'en joue pas moins un rôle important dans cette entreprise éditoriale, consulté par Plantin pour la taille des caractères typographiques, et aussi par l'entremise de son disciple Guy Le Fèvre de La Boderie.
L'histoire du « miracle de Laon » (l'exorcisme de la possédée Nicole Aubry, en janvier 1566, qui relance le conflit entre catholiques et protestants) le passionne : les faits lui sont rapportés par son disciple Jean Boulaese, et sous le pseudonyme de Petrus Anusius il publie une brochure apocalyptique en quatre langues (latin, français, italien, espagnol), De summopere considerando miraculo victoriæ Christi ou Le Miracle de Laon représenté au vif ; l'événement lui semble annoncer la fin de l'empire du mal, la conversion des infidèles et l'avènement de la monarchie chrétienne universelle, concept dans lequel il associe désormais les rois de France et d'Espagne. 
Il meurt le 6 septembre 1581 à neuf heures du soir à Saint-Martin-des-Champs, où il est inhumé. 

### La «clef» de Guillaume Postel
En 1547 paraît son ouvrage intitulé Absconditorum a constitutione mundi clavis, dont une traduction serait publiée en 1899 sous le titre : Clef des choses cachées dans la constitution du monde de l'éternelle vérité. Une mystérieuse gravure apparaît dans cet ouvrage : elle représente une clé de type ésotérique portant différentes inscriptions. Eliphas Lévi complètera cette clé qu'il qualifiera de "clé absolue des sciences occultes" dans son ouvrage La clef des grands mystères parue en 1861. La clé de Guillaume Postel complétée par Eliphas Lévi figure à son tour dans l'ouvrage Le Tarot des Bohémiens  publié en par l'occultiste français Papus.
La clé originale de Guillaume Postel présente un anneau constitué de 3 cercles, un carré et au centre une pyramide entourés à l'extérieur par 4 lettre : un "T", un "A", un "R" et un "O" de symboles divers et au centre un hexagramme lui-même entouré de 2 symboles (vagues et serpent) 2 animaux (aigle et taureau), une tige comportant 8 caractères alchimiques et un panneton constitué de 12 lettres formant de bas en haut les mots "ROTA", "HOMO", "DEUS" sur un panneton de 4 lames identiques mentionnant du bas vers le haut : "TORA" bleu, "HOMO" blanc, "DEUS" rouge.

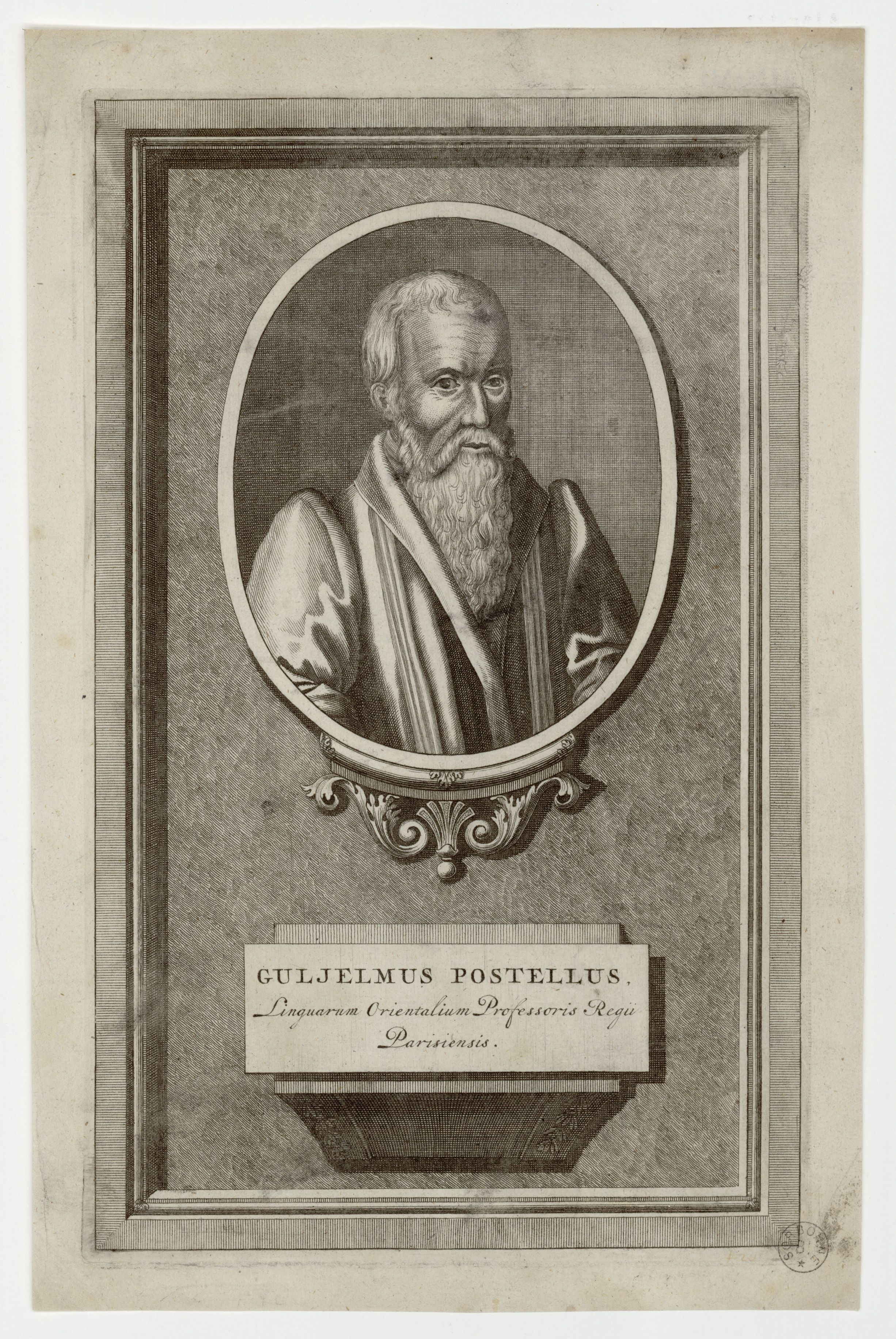
Gulielmus Postellus, linguarum orientalium professoris regii Parisiensis, 1723 (Bibliothèque interuniversitaire de la Sorbonne, NuBIS).

La clé d'Eliphas Lévi présente un anneau entouré de symboles divers et au centre un hexagramme lui-même entouré de 2 symboles (vagues et serpent) 2 animaux (aigle et taureau), une tige comportant 8 caractères alchimiques et un panneton constitué de 3 lames identiques mentionnant du bas vers le haut : "TORA" bleu, "HOMO" blanc, "DEUS" rouge.

## Ouvrages
(Par ordre chronologique. Leurs titres évoquent bien son itinéraire intellectuel et l'étendue de ses préoccupations.)
- Linguarum duodecim characteribus differentium alphabetum (De originibus seu de hebraicae lingua), 1538. Dans cet essai de philologie comparée, il fait dériver toutes les langues de l'hébreu. Avant Voltaire, il rapproche, par exemple, l'Abraham hébreu et le Brahman des hindous.
- Les Magistratures athéniennes, 1540.
- De la Republique des Turcs, & là ou l'occasion s'offrera, des meurs & loy de tous Muhamedistes, 1540. Livre qui a inspiré la tragédie La Sultane, de Gabriel Bounin (1561).
- Description de la Syrie , 1540.
- Sacrarum apodixeon, seu, Euclidis christiani lib. II, 1543. Voir aussi Les premiers éléments d'Euclide chrestien, pour la raison de la divine et éternelle vérité demontrer, 1579.
- Les Raisons du Saint-Esprit , 1543.
- De orbis terrae concordia, 1544. Son chef-d'œuvre. Dans cette utopie, il tente de réunir les conditions et les moyens de l'unification politique et religieuse du monde à partir du caractère rationnel des vérités religieuse et morales devant être approuvées par tous les peuples.
- De nativitate Mediatoris, 1547.
- Absconditorum a constitutione mundi clavis, 1547. Guillaume Postel applique ici les méthodes kabbalistiques à la mission du roi de France. Traduction publiée en 1899 : Clef des choses cachées dans la constitution du monde de l'éternelle vérité.
- Livre des causes et des principes, 1551.
- Abrahami patriarchae liber Jezirah, 1552.
- Liber mirabilium, 1552.
- Des merveilles du monde, et principalemét des admirables choses des Indes, & du nouveau monde
- Les Raisons de la monarchie et quels moyens sont nécessaires pour y parvenir, 1552.
- La Loi salique, 1552.
- L'Histoire mémorable des expéditions depuis le déluge, 1552.
- De vniuersitate liber : in quo astronomiæ doctrina seu coelestis compendium terrae aptatum, 1552.
- Les Très Merveilleuses Victoires des femmes du Nouveau monde, 1553.
- Le Livre de la concorde entre le Coran et les Évangiles , 1553.
- La doctrine du siecle dore, ou de l'evangelike regne de Jesus Roy des Roys, 1553.
- Cosmographie, 1559.
- De Etruriae regionis : quae prima in orbe Europaeo habitata est, 1563.
- De ce qui est premier pour reformer le monde, 1566.
- La Vraye et Entière Description du royaume de France, 1570.
- Des admirables secrets des nombres platoniciens. Édition, traduction, introduction et notes par Jean-Pierre Brach, Vrin, Paris, 2002.
- Entrée solennelle faicte à Rome aux ambassadeurs du roi de Perse, le 5 avril 1601, Rouen, 1601[14].
- Traduction en latin du Zohar (peu connue) ms sloane 1410, f. 8v°
- Manuscrit de divers traités, s.d.

## Études utilisées dans cet article
- Claude Postel, Les Ecrits de Guillaume Postel publiés en France et leurs éditeurs : 1538-1579, Librairie Droz, Genève, 1993
- François Secret :
  - L' émithologie de Guillaume Postel, «Archivio di Filosofia», 1960, 2-3, pp. 381-247.
  - L' herméneutique de Guillaume Postel, «Archivio di Filosofia», 1963, 3, pp. 91-118.
  - Guillaume Postel (1510 -1581) et son interprétation du candélabre de Moyse en hébreu, latin, italien et français, Nieuwkoop (Pays-Bas), 1966.
  - Guillaume Postel : apologies et rétractations. Manuscrits inédits publiés avec une introduction et des notes, Nieuwkoop (Pays-Bas), 1972.
  - Postelliana, Nieuwkoop (Pays-Bas), 1981.
  - Vie et caractère de Guillaume Postel, Archè, Milano, 1987.
  - Postel revisité. Nouvelles recherches sur Guillaume Postel et son milieu, Textes et Travaux de Chrysopœia, Paris, 1998.
- Père des Billons, Nouveaux éclaircissements sur la vie et les ouvrages de Guillaume Postel, Liège, 1773.
- Josée Balagna Coustou,  Arabe et humanisme dans la France des derniers Valois, Paris, 1989.
- Marion Kuntz, Guillaume Postel: Prophet of the Restitution of All Things, His Life and Thought, Martinus Nijhoff, La Haye, 1981.
- M. L. Kuntz, « Jean Bodin's Colloquium Heptaplomeres and Guillaume Postel », dans Jean Bodin. Actes du colloque interdisciplinaire d'Angers, Angers, Presses de l'université d'Angers, 1985, p. 435-444.
- Collectif, Actes du colloque Guillaume Postel, 1581-1981, Guy Trédaniel - Éditions de la Maisnie, Paris, 1985.
- S. Matton (éd.), Documents oubliés sur l'alchimie, la kabbale et Guillaume Postel offerts à François Secret, Droz, Genève, 2001.
- Yvonne Petry, Gender, Kabbalah and the Reformation: The Mystical Theology of Guillaume Postel (1510-1581), Brill, Leyde, 2004.
- Bernard-Maître, H. Le passage de Guillaume Postel chez les premiers jésuites de Rome, in Mélanges d'histoire littéraire…, Paris, 1951, p. 227-243.
- Claude-Gilbert Dubois, « Les métamorphoses mystiques de la sexualité dans la pensée de Guillaume Postel », Études françaises, vol. 4, n° 2, 1968, p. 171-207 (lire en ligne).
- Alain Le Ninèze, Agla. Le premier Évangile, Actes Sud, 2012 (Biographie romancée de Guillaume Postel).